# Mariette Romiée
Mariette Romiée, née Mariette Putzeys à Liège, le 22 janvier 1850 et morte dans la même ville le 19 décembre 1934, est une artiste peintre belge, élève de Willem Roelofs.
Son champ pictural couvre la peinture florale, les paysages et les natures mortes.
Elle expose dans de nombreux salons triennaux belges, au Salon des artistes français et au cercle royal des beaux-arts de Liège.

## Biographie

### Famille
Mariette (Marie Catherine Joséphine Félicité) Putzeys, née rue Saint-Jean no 8 à Liège le 22 janvier 1850, est la fille d'Henri Putzeys (1816-1884), médecin et chirurgien, et de Marie Catherine Dehousse. L'artiste peintre Félicité Putzeys-Ransy (1853-1929) est sa sœur. Mariette Putzeys épouse à Liège le 8 septembre 1874 Henri Joseph Romiée (1847-1923), docteur en médecine et ophtalmologue. Le couple a trois fils : Ferdinand (1880-1880), Jules (1882-1890) et Pierre (1883-1945).

### Carrière
Mariette Romiée, élève de Willem Roelofs, fait connaître ses œuvres en exposant dans de nombreux salons triennaux belges, au Salon des artistes français et au cercle royal des beaux-arts de Liège. Elle fait partie du Cercle des femmes peintres, actif à Bruxelles de 1888 à 1893, où elle expose en 1890 et en 1892.
Veuve depuis onze ans, Mariette Romiée meurt, à l'âge de 84 ans, rue Sainte-Véronique no 4 à Liège. Elle est inhumée au cimetière de Robermont.

## Œuvre

### Caractéristiques
Son champ pictural couvre la peinture florale, les paysages et les natures mortes. Elle est qualifiée de « délicate fleuriste » : elle représente, d'une facture souple et allègre, l'âme subtile des roses, des pivoines, des chrysanthèmes, des azalées, des œillets, des violettes….

### Expositions

#### Belgique
- Salon d'Anvers de 1879 : Pivoines[5].
- Salon de Gand (XXXIe) de 1880 : Pivoines et Camélias[6].
- Salon de Bruxelles de 1881 : Fleurs des champs[7].
- Salon d'Anvers de 1882 : Fleurs des champs et Géraniums[8].
- Salon de Gand de 1883 (XXXIIe) : Pivoines[9].
- Salon de Gand de 1886 (XXXIIIe) : Chrysanthèmes[10].
- Salon de Gand (XXXIVe) de 1889 : Pivoines[11].
- Salon de Bruxelles de 1890 : Bouquet de géraniums[12]
- Salon d'Anvers de 1891 : Chrysanthèmes[13].
- Salon de Gand (XXXVe) de 1892 : Pivoines et Pensées[14].
- Salon triennal de Namur de 1892[4].
- Salon de Bruxelles de 1893 : Pivoines[15].
- Salon triennal de Namur de 1895[4].
- Salon triennal de Liège de 1896[4].
- Salon de Bruxelles de 1900 : Roses[16].
- Salon triennal de Namur de 1901[4].
- Salon de Bruxelles de 1903 : Azalées et Roses et violettes[17].
- Salon de Bruxelles de 1914 : Nature morte[18].

#### France
- Salon des artistes français à Paris en 1900 : Oranges[19].
- Salon des artistes français à Paris en 1901 : Fruits (nature morte)[19].
- Salon des artistes français à Paris en 1902 : Oignons (nature morte)[19].